# Kanadische Cricket-Nationalmannschaft in Nepal in der Saison 2023/24
Die Tour der kanadischen Cricket-Nationalmannschaft nach Nepal in der Saison 2023/24 fand vom 8. bis zum 12. Februar 2024. Die internationale Cricket-Tour war Bestandteil der internationalen Cricket-Saison 2023/24 und umfasste drei One-Day Internationals. Nepal gewann die ODI-Serie mit 3−0.

## Vorgeschichte
Für Nepal war es die erste Tour der Saison; Kanada spielte zuvor ein Tri-Series-Wettbewerb in Hongkong. Das letzte Aufeinandertreffen der beiden Mannschaften fand an der ICC Men’s T20 World Cup Global Qualifier 2022 in Oman statt.

## Stadion
Das folgende Stadion wurde für die Tour als Austragungsort vorgesehen.
| Stadion                                           | Stadt    | Kapazität | Spiele      |
| ------------------------------------------------- | -------- | --------- | ----------- |
| Tribhuvan University International Cricket Ground | Kirtipur | 15.000    | 1. – 3. ODI |

## Kaderlisten
Die Mannschaften gaben vor der Tour folgende Kader bekannt.
| ODI | ODI |
| Nepal | Kanada |
| --- | --- |
| - Rohit Paudel (K) - Kushal Bhurtel - Aakash Chand - Rijan Dhakal - Hemant Dhami - Sompal Kami - Dev Khanal - Kushal Malla - Lalit Rajbanshi - Anil Sah - Pawan Sarraf - Bhim Sharki - Aarif Sheikh - Aasif Sheikh (wk) - Surya Tamang | - Saad Bin Zafar (K) - Shahid Ahmadzai - Dilpreet Bajwa - Uday Bhagwan - Navneet Dhaliwal - Nikhil Dutta - Dilon Heyliger - Aaron Johnson - Nicholas Kirton - Shreyas Movva (wk) - Kaleem Sana - Pargat Singh - Ishwarjot Sohi - Harsh Thaker - Srimantha Wijeratne (wk) |

## One-Day Internationals

### Erstes ODI in Kirtipur
| 8. Februar Scorecard | Kirtipur | Nepal 224 (50)           | – | Kanada 217 (47.5) |
|                      |          | Nepal gewinnt mit 7 Runs |   |                   |

Nepal gewann den Münzwurf und entschieden sich als Schlagmannschaft zu beginnen. Als Spieler des Spiels wurde Rohit Paudel ausgezeichnet.

### Zweites ODI in Kirtipur
| 10. Februar Scorecard | Kirtipur | Kanada 285-9 (50)           | – | Nepal 287-6 (45.1) |
|                       |          | Nepal gewinnt mit 4 Wickets |   |                    |

Kanada gewann den Münzwurf und entschieden sich als Schlagmannschaft zu beginnen. Als Spieler des Spiels wurde Rohit Paudel ausgezeichnet.

### Drittes ODI in Kirtipur
| 12. Februar Scorecard | Kirtipur | Kanada 232-8 (50)           | – | Nepal 234-1 (44.3) |
|                       |          | Nepal gewinnt mit 9 Wickets |   |                    |

Nepal gewann den Münzwurf und entschieden sich als Feldmannschaft zu beginnen. Als Spieler des Spiels wurde Anil Sah ausgezeichnet.

## Auszeichnungen

### Player of the Series
Als Player of the Series wurden der folgende Spieler ausgezeichnet.
| Serie | Player of the Series |
| ----- | -------------------- |
| ODI   | Rohit Paudel         |

### Player of the Match
Als Player of the Match wurden die folgenden Spieler ausgezeichnet.
| Spiel  | Player of the Match |
| ------ | ------------------- |
| 1. ODI | Rohit Paudel        |
| 2. ODI | Rohit Paudel        |
| 3. ODI | Anil Sah            |